# Dvory (Boêmia do Sul)
Dvory é uma comuna checa localizada na região da Boêmia do Sul, distrito de Prachatice.